# 34 км (Брянская область)
34 км — железнодорожный разъезд (населённый пункт) в Брянском районе Брянской области России. Входит в Журиничское сельское поселение.

## География
Расположен на северо-востоке области, на одной из направлений Брянского ж/д узла Московской железной дороги, при разъезде 34 км, в 5,5 км к северу от посёлка Пальцо.
Остановочный пункт расположен между станциями «Полпинская» и «Теребень» на линии Брянск — Дудорово.

## История
Появился при строительстве железной дороги. В селении жили семьи рабочих, обслуживающих инфраструктуру разъезда.
Построен в начале 1920-х годов (первоначальное название — Нехочи, по расположенной севернее одноимённой деревне Хвастовичского района); имел статус разъезда, со 2-й половины XX века — платформа. Пассажирское сообщение по железной дороге осуществлялось до конца 2009 года, в 2010-2011 дорога разобрана.

## Население
| 1979 | 1989 | 2002 | 2010 | 2013 |
| ---- | ---- | ---- | ---- | ---- |
| 15   | ↘8   | ↘4   | ↘0   | →0   |

$134 км (Брянская область)  | график }}